# Cryptotympana facialis
Cryptotympana facialis — вид цикад. Поширений на сході Китаю, в Японії і Тайвані. Комаха сягає 40-60 мм завдовжки. Забарлення чорне, посередині черева є дві білі горизонтальні плями. Крила прозорі, біля основи зелені. Життєвий цикл триває два роки, хоча за несприятливих умов личинка може розвиватися і п'ять років.